# 2018年亞洲運動會網球比賽
2018年亞洲運動會網球比賽為第十八屆亞洲運動會的其中一項競賽項目，共產生5面金牌，賽事於2018年8月19日至8月25日期間在雅加巴林網球場舉行。

## 赛程
| 日期     | 8月19日（日） | 8月20日（一） | 8月21日（二） | 8月22日（三） | 8月23日（四） | 8月24日（五） | 8月25日（六） |
| -------- | ------------- | ------------- | ------------- | ------------- | ------------- | ------------- | ------------- |
| 男子单打 | 第一轮        | 第二轮        |               | 第三轮        | 四分之一决赛  | 半决赛        | 决赛          |
| 男子双打 | 第一轮        | 第二轮        | 第三轮        | 四分之一决赛  | 半决赛        | 决赛          |               |
| 女子单打 | 第一轮        | 第二轮        | 第三轮        | 四分之一决赛  | 半决赛        | 决赛          |               |
| 女子双打 |               | 第一轮        |               | 第二轮        | 四分之一决赛  | 半决赛        | 决赛          |
| 混合双打 | 第一轮 第二轮 | 第一轮 第二轮 | 第三轮        |               | 四分之一决赛  | 半决赛        | 决赛          |

## 獎牌統計

### 國家獎牌榜
| 排名 | 国家／地区 | 金牌 | 银牌 | 铜牌 | 總數 |
| ---- | ---------- | ---- | ---- | ---- | ---- |
| 1    | 中国       | 2    | 2    | 0    | 4    |
| 2    | 印度       | 1    | 0    | 2    | 3    |
| 3    | 印度尼西亚 | 1    | 0    | 0    | 1    |
| 3    |            | 1    | 0    | 0    | 1    |
| 5    |            | 0    | 1    | 2    | 3    |
| 6    | 中华台北   | 0    | 1    | 1    | 2    |
| 7    | 泰国       | 0    | 1    | 0    | 1    |
| 8    | 日本       | 0    | 0    | 4    | 4    |
| 9    | 韩国       | 0    | 0    | 1    | 1    |
| 總計 | 總計       | 5    | 5    | 10   | 15   |

### 項目獎牌榜
| 項目     | 金牌                                                        | 银牌                                            | 铜牌                                              |
| 男子單打 | 丹尼斯·伊斯托明 · （UZB）                                   | 吴易昺 · 中国（CHN）                            | Prajnesh Gunneswaran · 印度（IND）                |
| 男子單打 | 丹尼斯·伊斯托明 · （UZB）                                   | 吴易昺 · 中国（CHN）                            | 李德熙 · 韩国（KOR）                              |
| 女子單打 | 王蔷 · 中国（CHN）                                          | 張帥 · 中国（CHN）                              | 安姬塔·拉伊纳 · 印度（IND）                       |
| 女子單打 | 王蔷 · 中国（CHN）                                          | 張帥 · 中国（CHN）                              | 梁恩碩 · 中华台北（TPE）                          |
| 男子雙打 | 印度（IND） · 罗翰·波柏纳 · Divij Sharan                    | （KAZ） · 亞歷山大·巴伯里克 · 丹尼斯·叶夫谢耶夫 | 日本（JPN） · 島袋将 · 上杉海斗                   |
| 男子雙打 | 印度（IND） · 罗翰·波柏纳 · Divij Sharan                    | （KAZ） · 亞歷山大·巴伯里克 · 丹尼斯·叶夫谢耶夫 | 日本（JPN） · 伊藤雄哉 · 綿貫陽介                 |
| 女子雙打 | 中国（CHN） · 徐一幡 · 楊釗煊                               | 中华台北（TPE） · 詹皓晴 · 詹詠然               | （KAZ） · Gozal Ainitdinova · 安娜·达妮莉娜       |
| 女子雙打 | 中国（CHN） · 徐一幡 · 楊釗煊                               | 中华台北（TPE） · 詹皓晴 · 詹詠然               | 日本（JPN） · 加藤未唯 · 二宮真琴                 |
| 混合雙打 | 印度尼西亚（INA） · Christopher Rungkat · 阿尔迪拉·苏提亚迪 | 泰国（THA） · 颂差·拉迪瓦达那 · 盧克西卡·康坎   | （KAZ） · 亞歷山大·內多維耶斯索夫 · 安娜·达妮莉娜 |
| 混合雙打 | 印度尼西亚（INA） · Christopher Rungkat · 阿尔迪拉·苏提亚迪 | 泰国（THA） · 颂差·拉迪瓦达那 · 盧克西卡·康坎   | 日本（JPN） · 上杉海斗 · 林惠里奈                 |

## 外部連結
- Tennis at the 2018 Asian Games